# Peugeot
«Пежо» (фр. Peugeot, Peugeot SA) — найбільша приватна французька автомобільна компанія, що спеціалізується на випуску легкових, спортивних і гоночних автомобілів, а також спеціальних автомобілів, мотоциклів та велосипедів, двигунів. У 1974 році об'єдналась з компанією «Citroën» в єдиний концерн «PSA Peugeot Citroën» («Пежо-Сітроен»). Штаб-квартира розташована в Парижі.

## Історія

Peugeot 6HP Vis-à-vis 1898

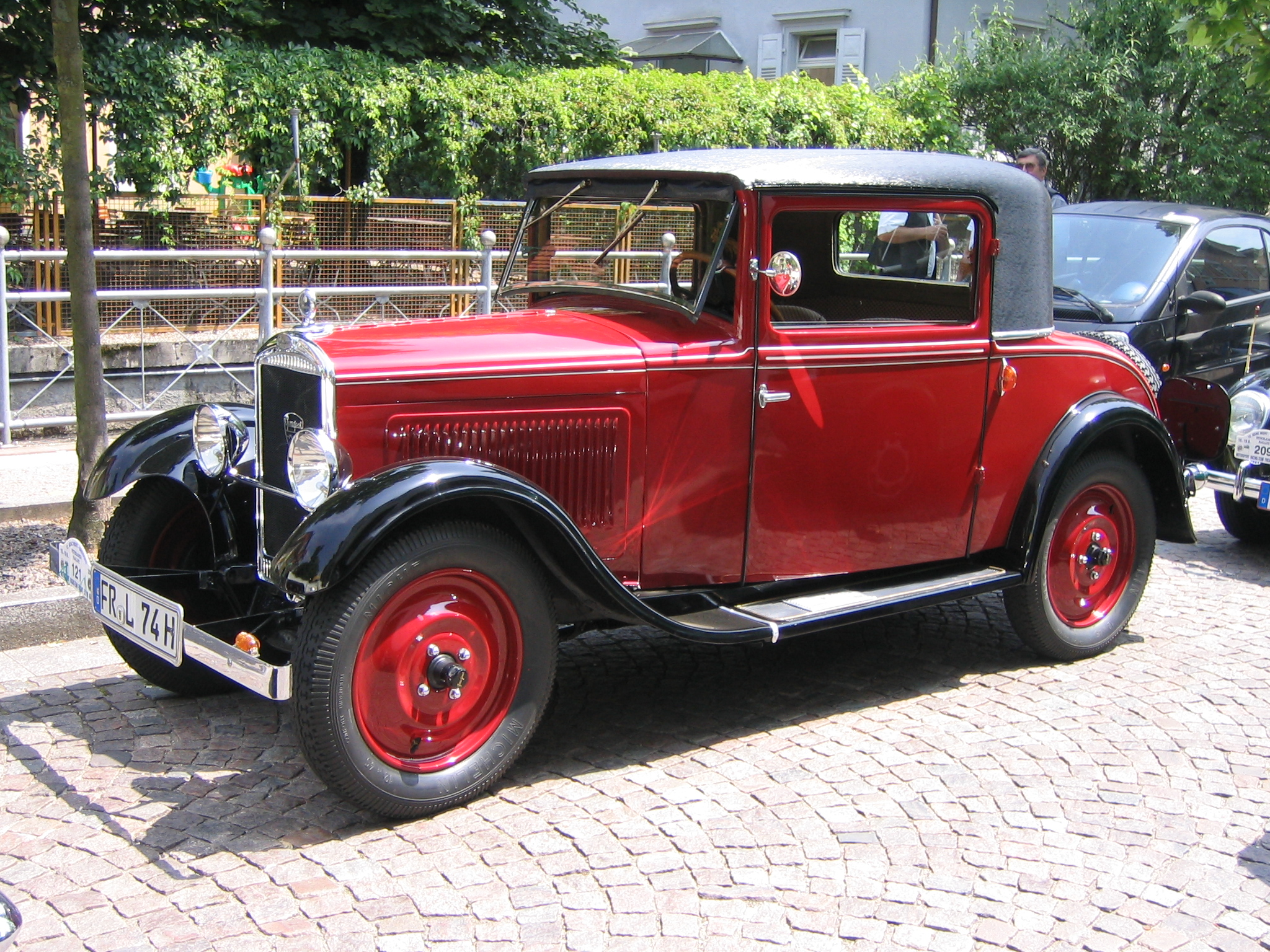
Peugeot 201

Сім'я промисловців та інженерів Пежо, яка зводить свій рід до XV століття, зберігає свої керівні позиції в компанії і досі. Сімейна компанія «Брати і сини Пежо» в другій половині XIX століття випускала, поряд з традиційними для неї залізними виробами, велосипеди та деталі для екіпажів.
У 1889 р. Леон Серполле побудував для компанії перший паровий автомобіль, досить вдалий, що брав участь у пробігу парових автомобілів за маршрутом Париж-Ліон. Але глава велосипедного підприємства Арман Пежо, який товаришував з Емілем Левассор, одним з піонерів автомобілебудування у Франції, познайомився з його допомогою з Г. Даймлером і побудував свій перший автомобіль з бензиновим двигуном Даймлера в 1891 р. Хоча модель не відрізнялася особливою оригінальністю, успіх надихнув Армана на створення в наступному році цілої серії, що складається з 10 різнотипних машин. Одна з машин брала участь у велосипедному пробігу Париж-Брест-Париж в цьому ж році і привернула до себе загальну увагу. Це довело починаючому автомобілебудівників, що важливою складовою комерційного успіху можуть стати автомобільні перегони.
У 1892 р. Пежо отримує найцікавіше замовлення — для алжирського бея виготовляє витончений автомобіль з 4-х-циліндровим двигуном і кузовом з литого срібла (ця унікальна модель є окрасою музею фірми). Машина Peugeot брала участь у перших у світі автомобільних перегонах — «великому пробігу» Париж-Руан 22 липня 1894, прийшовши другим після парового поїзда De Dion-Bouton («Де Дион-Брунька»).
У 1895 році фірма продає 72 автомобілі, а в 1899 — вже 300. Заснування автомобільної фірми, що називалася «Суспільство автомобілів Пежо», сягає 1896 року.
Peugeot на початку XX століття в руслі віянь того часу прагне створити дешевий автомобіль, максимально простий, надійний і пристосований до міських умов. Для цих цілей в компанію запрошується видатний інженер і дизайнер Е. Бугатті. Таким прообразом «народного автомобіля» стала створена ним Bebe Peugeot («Малятко Пежо»). Але не було забуто і інший напрямок у діяльності компанії — гоночні й рекордні автомобілі. Модель Peugeot Goux 1913 розвиває швидкість 187 км / год, абсолютний рекорд тих років. Компанія першою у Франції впроваджує в ці роки конвеєрне складання, купуючи права на цей метод у інженера Е. Тейлора.
Після смерті в 1915 р. А. Пежо справа його було продовжено іншими членами родини. Орієнтація на масові недорогі автомобілі Peugeot триває в перші роки після Першої Світової війни, коли на ринок виходить економічна Peugeot Quadrilette («Квадрілетта»). Для покупців з більш високими запитами і товстішим гаманцем вироблялися потужні седани.

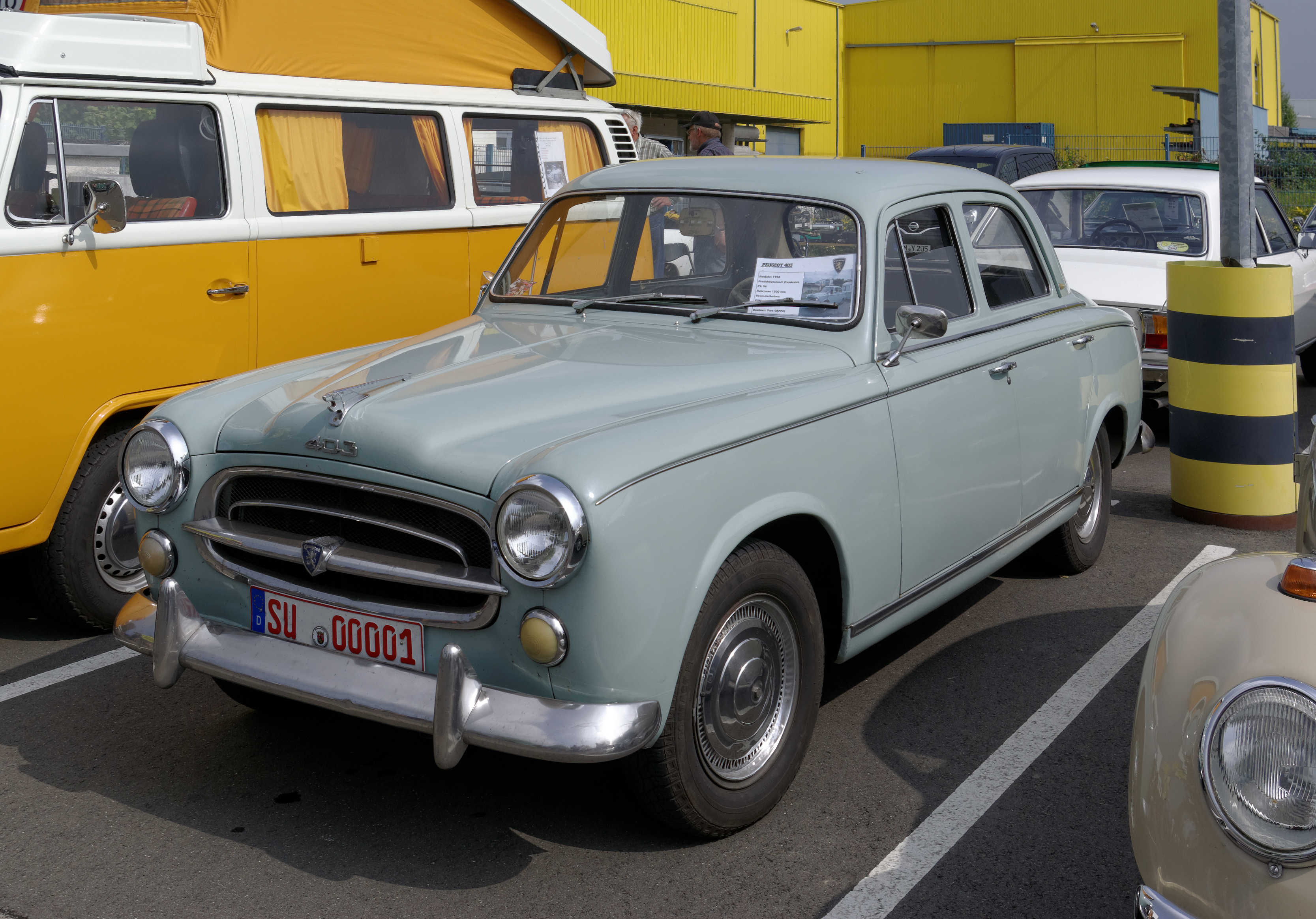
Peugeot 403

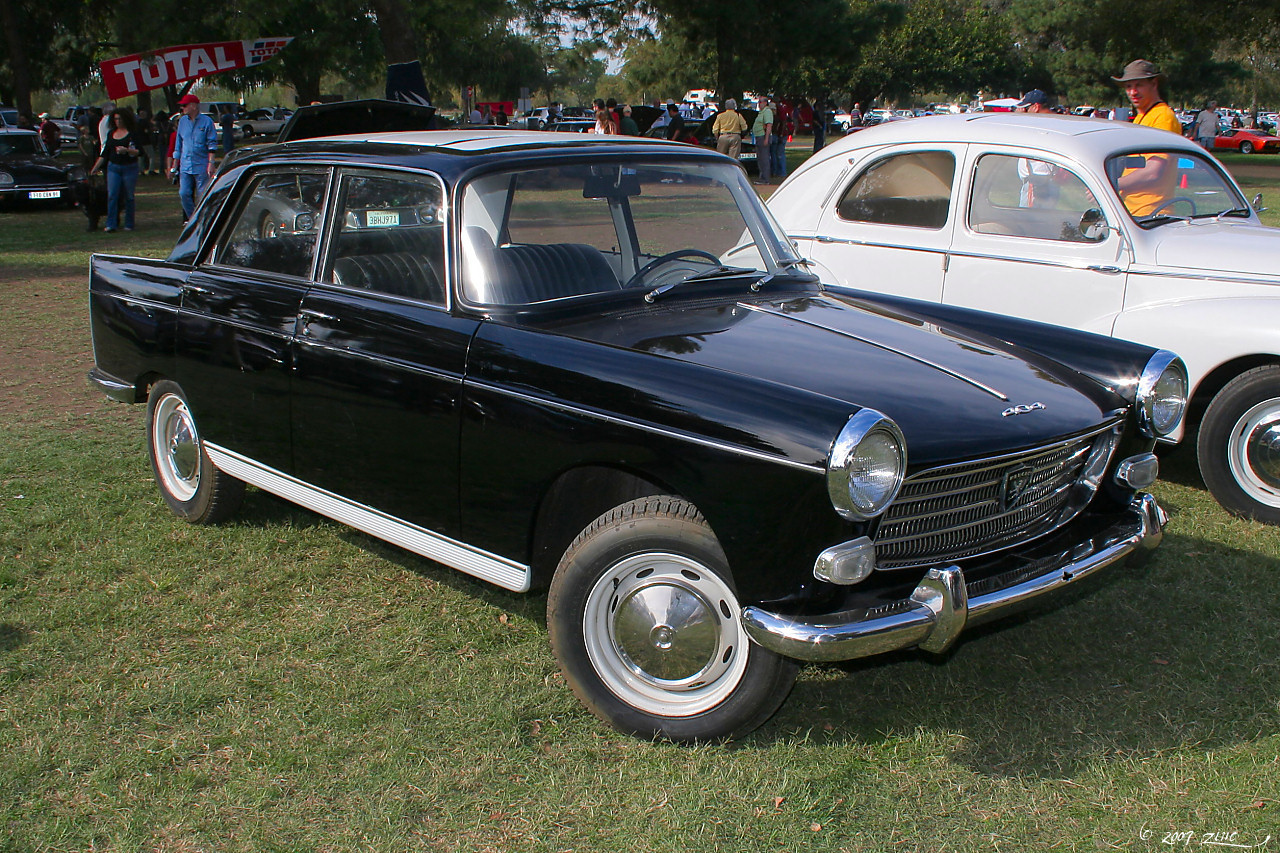
Peugeot 404

Поступово до складу компанії вливаються такі автомобілебудівні фірми, що залишили слід в історії, як Bellanger («Белланжер») і велика в минулому De Dion-Bouton. Навіть у роки Великої депресії компанії вдалося зберегти свої позиції на ринку завдяки виробництву вдосконалених невеликих автомобілів, доступних широкому колу покупців. Седан Peugeot 402 був спробою зберегти ринок машин середнього класу. Під час Другої Світової війни підприємства Peugeot перейшли під контроль Volkswagen.
Після війни політика фірми, що робить наголос на малолітражних автомобілях, вдало вписалася в загальні тенденції Європи. Але в 60-і роки, відповідно до вимог ринку, Peugeot створює в співдружності з великим кузовним дизайнером Пінінфаріна нові моделі для більш вимогливого і заможного покупця.
Peugeot 404 — типовий представник середнього класу, який користувався непоганим попитом.
У 1966 році Peugeot підписує угоду з Renault про об'єднання технічних ресурсів; до цієї угоди приєднується і шведський концерн Volvo.
Peugeot 505 Break, будучи досить надійним, уславився як «робоча конячка».
У 1974 р. Peugeot об'єднується з Citroën в єдиний концерн. В обійми Peugeot разом з Citroën потрапляє і підрозділ Panhard & Levassor («Панар-Левассор», нині світовий лідер у виробництві броньованих автомобілів), а в 1978 до складу Peugeot входить Chrysler Europe, який стає основою відділення Talbot, що випускає легкові і вантажні автомобілі. Зберігає компанія і лідируюче положення на європейському ринку велосипедів і мотоциклів.
Попри свій маленький зріст, свого часу Peugeot 205 став великим успіхом для фірми. Кар'єра цього оригінального автомобіля тривала з 1983 по 1995 роки, а його успіх навіть знайшов відображення у французькому рекламному слогані — «священний номер» (мається на увазі індекс моделі).
Компактний Peugeot 205 став однією з найпопулярніших машин фірми.
Вперше Peugeot 605 був представлений публіці у Франкфурті в 1989 році і з тих пір неодноразово піддавався модернізації. У 1998 році автомобіль пропонується в новому, найповнішому виконанні Signature.
Найкомфортабельніший і найсолідніший седан середнього класу в програмі Peugeot — модель 605 тепер замінена на Peugeot 607. Модифікація двигунів, кузова та інтер'єру — 1993, 1995.
У серпні 1991 р. був представлений Peugeot 106, компактний автомобіль з поперечним розташуванням двигуна і переднім приводом. Із серпня 1992 року випускається П'ятидверна модифікація з дизельним двигуном об'ємом 1,4 л. У квітні 1996 з'явилося нове покоління моделі.
У 1993 році була модернізація Peugeot 405 — типового представника середнього класу.
У січні 1993 р. вперше представлений Peugeot 306, компактний автомобіль нижнього середнього класу. Восени 1993-го випущений кабріолет. У 1997-му в Женеві показана модель з оновленим дизайном і кузовом універсал.
У Женеві в березні 1994 р. вийшов Peugeot 806, мінівен спільного виробництва Peugeot / Citroen і Fiat / Lancia з поперечним розташуванням двигуна і переднім приводом. Автомобіль має дві модифікації — SR і ST. З початку 1996 року автомобіль обладнаний дизельним двигуном з турбонаддувом, з літа 1999-го — дизелем 2,0 HDi.
Наступник моделі 405 Peugeot 406, автомобіль середнього класу, вперше був представлений літом 1995. Седан класу D цілком можна назвати успіхом фірми. Особливо купівельний інтерес до цієї моделі збільшився після рестайлінгу навесні 1999 р. З осені 1996-го випускається модифікація з кузовом універсал. Восени 1996 року з'явилася модель Peugeot 406 Coupe, розроблена фірмою Pininfarina.
У 1996 вийшов Peugeot Partner — універсал з поперечним розташуванням двигуна. Конструктивно ідентичний Citroen Berlingo. Автомобіль має різні модифікації — двомісний вантажний фургон; п'ятимісний вантажопасажирський фургон Combi, п'ятимісний комфортабельний вантажопасажирський фургон CombiSpace.
Вперше Peugeot 206 був представлений літом 1998 року. Цей автомобіль можна назвати найбільшим успіхом Peugeot з часів легендарної моделі 205. Якщо не сказати більше: модель 206 стала найбільш швидко продаватися за всю історію фірми. На Паризькому автосалоні 2000 р. дебютував довгоочікуваний кабріолет, що отримав ім'я 206 СС (Coupe Cabriolet).
Новим напрямком у дизайні французької компанії став красень Peugeot 206. Успіх моделі перевершив всі очікування — за час його виробництва було продано понад п'ять мільйонів автомобілів.
У вересні 1999 року у Франкфурті представлений Peugeot 607, автомобіль верхнього середнього класу з поперечним розташуванням двигуна і переднім приводом.
У 2000 році представлено кілька сміливих концепт-карів. Модель Promethee — хетчбек гольф-класу.
18 квітня 2006 року PSA Peugeot Citroën оголосила про закриття виробничого підприємства Ryton у Ковентрі, Англія. Це оголошення призвело до втрати 2300 робочих місць, а також близько 5000 робочих місць у ланцюжку постачання. Завод випустив свій останній Peugeot 206 12 грудня 2006 року і остаточно закрився в січні 2007 року.
Peugeot поставив амбітну мету продавати 4 мільйони одиниць щорічно до кінця десятиліття. У 2008 році його продажі залишилися нижче позначки в 2 мільйони. У середині 2009 року "несприятливі ринкові та галузеві умови" були причиною падіння продажів і операційних збитків. Генерального директора Крістіана Штрайффа змінив Філіп Варен, а керівник дизайн Жан-П’єр Плуе був переведений зі своєї посади в Citroën. У 2009 році Peugeot повернувся на канадський ринок лише з брендом скутерів.
Незважаючи на гоночну програму Peugeot для спортивних автомобілів, компанія не готова створювати цілком спортивний автомобіль, більш хардкорний, ніж спортивне купе RC Z. Він також шукав державне фінансування для розробки дизель-гібридної трансмісії, яка могла стати ключовою для її розширення.
У 2011 році компанія вирішила повернутися до Індії після 14 років, створивши нову фабрику в Сананді, штат Гуджарат.
Peugeot знову вийшов на Філіппіни в 2012 році після короткої присутності в 2005 році з дистрибуцією Alvarez Group.
У березні 2012 року General Motors придбала 7% акцій Peugeot за 320 мільйонів євро в рамках співпраці, спрямованої на пошук заощаджень шляхом спільних закупівель і розробки продукту. У грудні 2013 року GM продала весь свій пакет акцій Peugeot, втративши близько 70 мільйонів євро.
У жовтні 2013 року Peugeot закрила свій виробничий завод в Ольне-су-Буа в рамках плану реструктуризації, щоб зменшити надлишок потужностей в умовах скорочення внутрішнього ринку. До грудня 2013 року ходили чутки про те, що китайські інвестори були потенційними інвесторами. У лютому 2014 року сім'я Пежо погодилася відмовитися від контролю над компанією, скоротивши свою частку з 25% до 14%. У рамках цієї угоди Dongfeng Motors і уряд Франції повинні були придбати по 14% акцій компанії, утворивши трьох партнерів з рівними правами голосу. Рада директорів повинна була складатися з шести незалежних членів, по два представники Dongfeng, французької держави та родини Peugeot, а також два члени, які представляють працівників та акціонерів працівників. Уряд Франції вважав, що угода не вимагає схвалення Брюсселем, оскільки правила конкуренції ЄС не зараховують державні інвестиції в компанію на тих самих умовах, що й приватні інвестори, як державну допомогу. Участь Dongfeng в капіталі розширила вже зароджувані відносини з Peugeot. У той час пара спільно управляла трьома автомобілебудівними заводами в Китаї з потужністю виробництва 750 000 автомобілів на рік. У липні 2014 року спільне підприємство Dongfeng Peugeot-Citroën оголосило про будівництво четвертого заводу в Китаї в Ченду, провінція Сичуань, з метою виробництва 300 000 позашляховиків і багатоцільових автомобілів на рік, починаючи з кінця 2016 року. У січні 2015 року індійський багатонаціональний автомобільний гігант Mahindra & Mahindra придбав 51% акцій Peugeot Motocycles за 28 мільйонів євро.
У 2020 році було оголошено, що злиття Fiat Chrysler Automobiles (FCA) і PSA буде завершено в першому кварталі 2021 року. Об’єднана компанія буде називатися Stellantis. Злиття було підтверджено 4 січня 2021 року після переважної більшості голосів акціонерів обох компаній, а угода офіційно закрита 16 січня 2021 року. Тепер Stellantis володіє різними відомими брендами, такими як Peugeot, Citroën, Jeep, Maserati (раніше належав Citroën). з 1968 по 1975), серед інших Chrysler, Fiat, Lancia та Alfa Romeo.

## Peugeot в Україні
В Україні першим офіційним імпортером автомобілів Peugeot стала компанія ТОВ  "ІЛТА" на чолі з Сергієм Олександровичем Міщенком у 1992 році.

## Трофеї

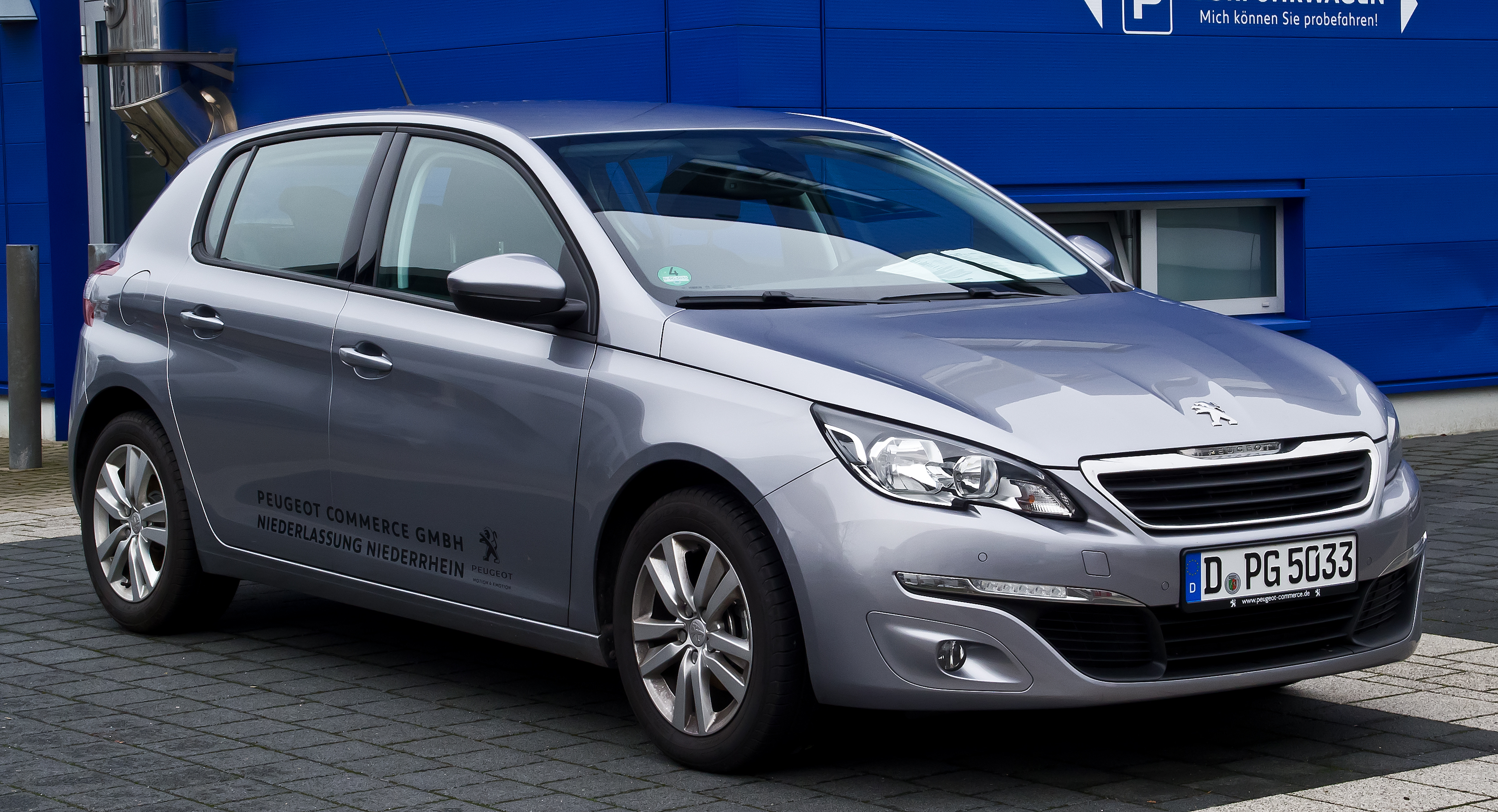
Peugeot 308, Європейський автомобіль року 2014 i Автомобіль Року 2015

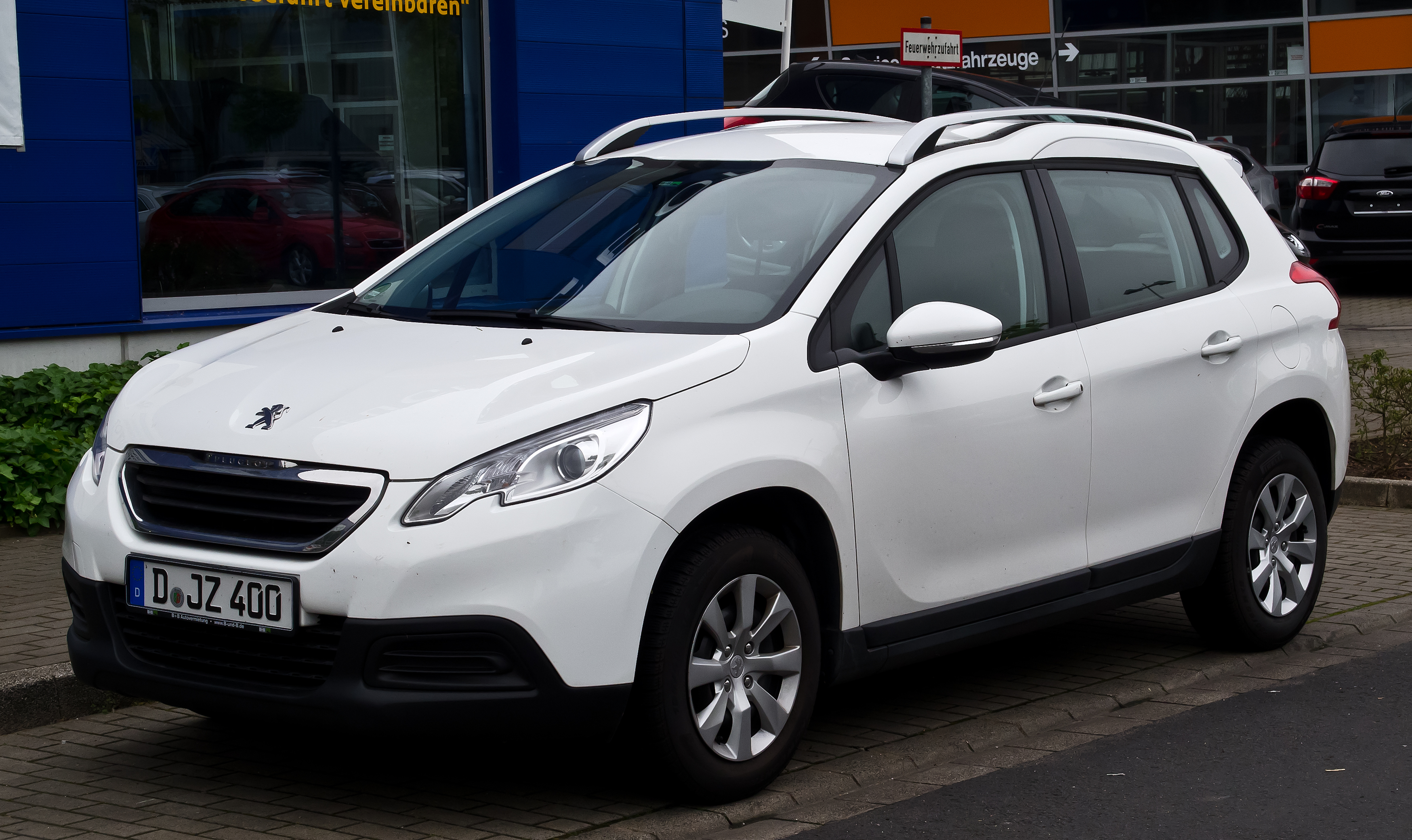
Peugeot 2008, Автомобіль Року 2014

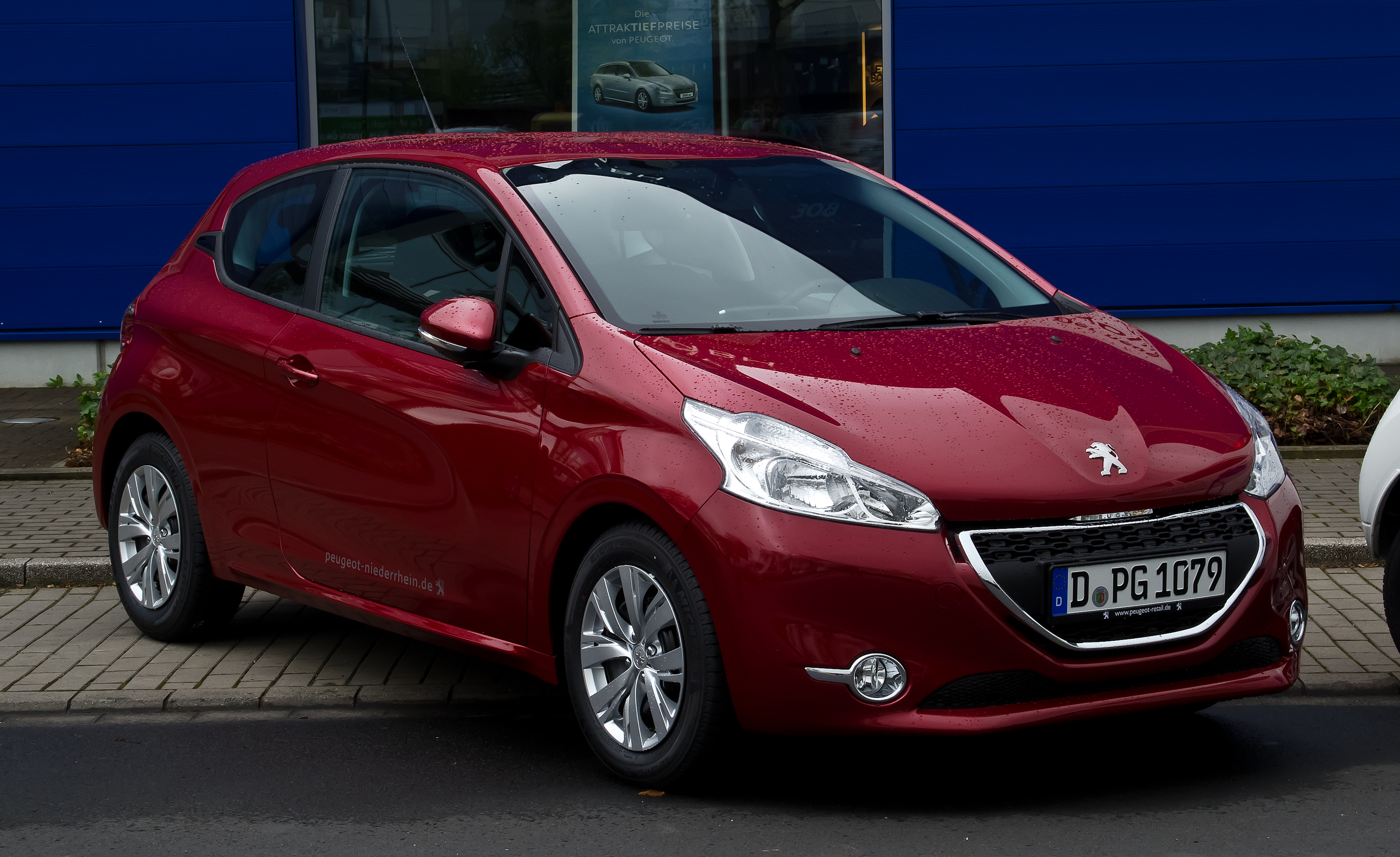
Peugeot 208, Автомобіль Року 2013

### Європейський автомобіль року
Пежо виграв чотири рази трофей Європейський автомобіль року.
- 1969 — Peugeot 504
- 1988 — Peugeot 405
- 2002 — Peugeot 307
- 2014 — Peugeot 308

Інші моделі Пежо прийшли в змаганні або другими, або третіми.
- 1980 — Peugeot 505
- 1984 — Peugeot 205
- 1996 — Peugeot 406
- 1999 — Peugeot 206

### Автомобіль Року в Італії
Автомобіль Року «Auto Europa» (Union Italiana Giornalisti Automobile dell'Automotive).
- 2007 — Peugeot 207[13]
- 2010 — Peugeot 3008[13]
- 2013 — Peugeot 208[13]
- 2014 — Peugeot 2008[13]
- 2015 — Peugeot 308[14]

### Автомобіль Року в Іспанії
- 1981 — Talbot Horizon
- 1985 — Peugeot 205
- 1999 — Peugeot 206
- 2002 — Peugeot 307
- 2005 — Peugeot 407
- 2006 — Peugeot 1007
- 2007 — Peugeot 207
- 2012 — Peugeot 508
- 2013 — Peugeot 208

### Автомобіль Року в Ірландії
- 1997 — Peugeot 406
- 2010 — Peugeot 3008

## Моделі
| Роки випуску                                   | Назва моделі              | Фото |
| Сучасні моделі                                 |                           |      |
| 2005                                           | 107                       |      |
| 2005                                           | 1007                      |      |
| 1998-2010 У 2007: більше 6.300.000 екземплярів | 206                       |      |
| 2006                                           | 207                       |      |
| 2007                                           | 207 CC                    |      |
| 2007                                           | 308                       |      |
| 2009                                           | 3008                      |      |
| 2004                                           | 407                       |      |
| 2004                                           | 407 SW                    |      |
| 2005                                           | 407 Coupé                 |      |
| 2009                                           | 5008                      |      |
| 2000                                           | 607                       |      |
| 2002                                           | 807                       |      |
| 2007                                           | 4007                      |      |
| Роки випуску                                   | Назва моделі              | Фото |
| Комерційні авто                                |                           |      |
| з 1996                                         | Peugeot Partner           |      |
| з 2008                                         | Peugeot Partner Tepée     |      |
| 1995–2007                                      | Peugeot Expert I          |      |
| 2007                                           | Peugeot Expert II         |      |
| 1952–1957                                      | Peugeot D3A               |      |
| 1956–1968                                      | Peugeot D4A               |      |
| 1968–1980                                      | Peugeot J7                |      |
| 1980–1987                                      | Peugeot J9                |      |
| 1981–1993                                      | Peugeot J5                |      |
| 1993–2006                                      | Peugeot Boxer I           |      |
| з 2008                                         | Peugeot Bipper            |      |
| Роки випуску                                   | Назва моделі              | Фото |
| Спортивні авто                                 |                           |      |
| 1989–1993                                      | Peugeot 905               |      |
| з 2006                                         | Peugeot 908               |      |
| Роки випуску                                   | Назва моделі              | Фото |
| Історичні легкові авто до 1929 (старий тип)    |                           |      |
| 1889 1 екземпляр                               | Typ 1                     |      |
| 1891–1893 64 екземплярів                       | Typ 3                     |      |
| 1894–1896 87 екземплярів                       | Typ 9                     |      |
| 1897–1901 400 екземплярів                      | Typ 15                    |      |
| 1901–1902 111 екземплярів                      | Typ 36                    |      |
| 1902 100 екземплярів                           | Typ 39                    |      |
| 1902–1909 131 екземплярів                      | Typ 48                    |      |
| 1905–1912 400 екземплярів                      | Typ 69                    |      |
| 1908–1909 23 екземплярів                       | Typ 105                   |      |
| 1910–1912 1226 екземплярів                     | Typ 127                   |      |
| 1912–1913 300 екземплярів                      | Typ 143                   |      |
| 1921–1922 3500 екземплярів                     | Typ 161                   |      |
| 1922–1926 42908 екземплярів                    | Typ 172                   |      |
| 1923–1928 1018 екземплярів                     | Typ 174                   |      |
| 1928–1932 2998 екземплярів                     | Typ 183                   |      |
| 1929–1931 33677 екземплярів                    | Typ 190                   |      |
| Історичні легкові авто з 1929 (новий тип)      |                           |      |
| 1929–1933 72.349 екземплярів                   | 201                       |      |
| 1932–1937                                      | 301                       |      |
| 1934–1935                                      | 401                       |      |
| 1934–1936 3999 екземплярів                     | 601                       |      |
| 1936–1942 70.469 екземплярів                   | 402                       |      |
| 1937–1938                                      | 302                       |      |
| 1937–1938 104 екземплярів                      | 302/402 Darl'mat          |      |
| 1938–1949 104.126 екземплярів                  | 202                       |      |
| 1941–1944 377 екземплярів                      | Peugeot VLV               |      |
| 1948–1960 685.628 екземплярів                  | 203                       |      |
| 1955–1967 1.214.100 екземплярів                | 403                       |      |
| 1960–1975 2.885.267 екземплярів                | 404                       |      |
| 1965–1977 1.604.290 екземплярів                | 204                       |      |
| 1968–1983 3.689.166 екземплярів                | 504                       |      |
| 1969–1980 1.178.422 екземплярів                | 304                       |      |
| 1972–1988 1.624.990 екземплярів                | 104                       |      |
| 1975–1986 153.252 екземплярів                  | 604                       |      |
| 1977–1988                                      | 305                       |      |
| 1979–1992                                      | 505                       |      |
| 1983–1998                                      | 205                       |      |
| 1986–1993                                      | 309                       |      |
| 1987–1996                                      | 405                       |      |
| 1989–1999                                      | 605                       |      |
| 1991–2003 2.798.200                            | 106                       |      |
| 1993–2001                                      | 306                       |      |
| 1994–2002                                      | 806                       |      |
| 1995–2004 приблизно 1.500.000 екземплярів      | 406                       |      |
| 2001–2007                                      | 307                       |      |
| 2002–2008                                      | 307 Break / SW            |      |
| 2003–2008                                      | 307cc                     |      |
| Роки випуску Створення авто                    | Назва моделі              | Фото |
| Концепти                                       |                           |      |
| 1980-82                                        | Peugeot Vera              |      |
| 1984                                           | Peugeot Quasar            |      |
| 1986                                           | Peugeot Proxima           |      |
| 1986                                           | Peugeot 309 Break         |      |
| 1989                                           | Peugeot Oxia              |      |
| 1994                                           | Peugeot Ion               |      |
| 1995                                           | Peugeot Tulip             |      |
| 1996                                           | Peugeot Toscana           |      |
| 1996                                           | Peugeot Asphalte          |      |
| 1996                                           | Peugeot Touareg           |      |
| 1997                                           | Peugeot 806 Runabout      |      |
| 1998                                           | Peugeot 20cœur            |      |
| 2000                                           | Peugeot VrooMster         |      |
| 2000                                           | Peugeot Bobslid           |      |
| 2000                                           | Peugeot E-doll            |      |
| 2000                                           | Peugeot Kart'up           |      |
| 2000                                           | Peugeot Promethee         |      |
| 2000                                           | Peugeot 607 Feline        |      |
| 2001                                           | Peugeot Moonster          |      |
| 2002                                           | Peugeot RC                |      |
| 2002                                           | Peugeot H2O               |      |
| 2002                                           | Peugeot Sesame            |      |
| 2003                                           | Peugeot 407 Elixir        |      |
| 2003                                           | Peugeot Hoggar            |      |
| 2003                                           | Peugeot 407 Silhouette    |      |
| 2004                                           | Peugeot Quark             |      |
| 2004                                           | Peugeot 907               |      |
| 2004                                           | Peugeot 4002              |      |
| 2004                                           | Peugeot Moovie            |      |
| 2005                                           | Peugeot 407 Prologue      |      |
| 2005                                           | Peugeot 20Cup             |      |
| 2006                                           | Peugeot 207 RCup          |      |
| 2006                                           | Peugeot 908 RC            |      |
| 2006                                           | Peugeot 307 Diesel Hybrid |      |
| 2007                                           | Peugeot Flux              |      |
| 2008                                           | Peugeot RC HYmotion4      |      |
| 2009                                           | Peugeot BB1               |      |